# Balfour Beatty
Balfour Beatty Rail S.p.A. è un'azienda operante nel campo dell'ingegneria e delle costruzioni ed è specializzata nella progettazione, gestione, installazione e messa in servizio di sistemi per l'elettrificazione ferroviaria, a livello nazionale ed internazionale.
La società ha iniziato ad operare in Italia nel 1926, anno di fondazione della SAE (Società Anonima Elettrificazione), realizzando l'elettrificazione della linea Bolzano - Brennero.
La società italiana è attualmente composta da un organico di circa 300 persone; le filiali contano all'incirca 700 dipendenti totali.
Balfour Beatty Rail S.p.A. ha registrato, nel 2005, un fatturato di 128 milioni di Euro.